# Sant Pere de Vilanoveta
Sant Pere de Vilanoveta, era una església romànica del poble de Vilanoveta, pertanyent al municipi de Conca de Dalt, al Pallars Jussà. Fins al 1969 formava part del terme municipal d'Hortoneda de la Conca.
Les seves ruïnes són al capdamunt d'un espadat sobre el riu de Carreu, que s'obre a migdia de les ruïnes d'aquesta església, a 375 metres al sud-oest de l'església, antigament parroquial, de Sant Martí. És al paratge de Casalots.
Era una església d'una sola nau, amb absis semicircular a llevant. Se'n conserva una bona part de l'absis, i alguns trossos de la resta de murs, en un dels quals es veu l'arrencament de la volta de punt rodó.